# ضريح إيسه

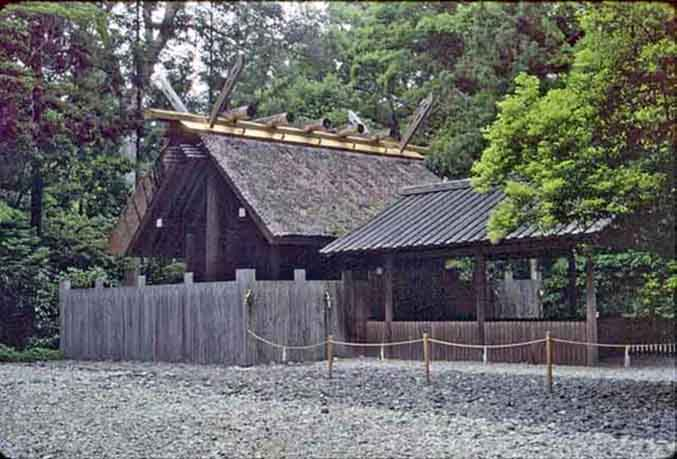
ضريح إيسه: أشهر الضريحات الشنتوية في اليابان.

ضريح إيسه هو ضريح شنتوي في اليابان يحتضن العديد من الملحقات والأضرحة، يقع بالقرب من مدينة إيسه في وسط البلاد. توجد في ضريح إيسه أضرحة الأسلاف الأصليين للعائلة الإمبراطورية اليابانية (حسب الأساطير). الضريح الداخلي (نائيكو) والذي يعود تاريخه إلى القرن الـ3 للميلاد، خصص لتبجيل «أماتيراسو»، آلهة (كامي) الشمس حسب العقيدة الشنتوية، ومن الأسلاف الأسطوريين للعائلة الإمبراطورية. تقول الأسطورة أن أحد أفراد هذه العائلة شاهد رؤية في منامه، أوحت له باتخاذ هذه المكان كضريح. الضريح الخارجي والذي يعود إلى القرن الـ5 للميلاد، خص لتبجيل «تويو-أوكه» إله الغلال والثروة.

## البناء
يتألف الضريح من مكانين مطوقين مساحتهما مستطيلة، موجهين حسب محور جنوبي شمالي، طليت جدرانهما بالملاط -نوع من الطين- الأبيض، تحيط بهما أربعة حواجز خشبية. يتم استعمال أحد المكانين فقط في كل مرة (20 سنة)، ويبقى الآخر فارغا.
تتواجد المباني الخشبية التي تحتضن الأضرحة في أحد المكانين فقط، وتتوضع على دعائم وتعلوها أسقف مائلة تتخذ من الجذامة (الزرع الذي يبقى بعد الحصد). توحي أشكال هذه المباني، بتلك التي كانت تتخذ كأنبار للأرز في الفترات القديمة من تاريخ اليابان. يمنع تقليد هذا الطراز في الأضرحة الأخرى في اليابان. يتم مرة كل عشرين سنة هدم هذه المباني حسب مراسيم وطقوس خاصة ثم يعاد بناءها في المكان المجاور، تعود التقنيات المستخدمة في بناءها إلى القرن السابع للميلاد. تقام في الضريح الصلوات الخاصة بموسم الحصاد، ويعتبر مكانا سياحيا مفضلا في اليابان.